# Усть-Вимський ВТТ ОГПУ
Усть-Вимський ВТТ ОГПУ (рос. УСТЬ-ВЫМСКИЙ ИТЛ ОГПУ) — структурна одиниця системи виправно-трудових таборів Народного комісаріату внутрішніх справ СРСР (ГУЛАГ НКВД).

Час існування: 06.06.31 — виділений з ліквідованого СЕВЛОНа ;
закритий 05.03.32.

Дислокація: Комі АРСР.

Першим начальником був Дикой П. І.
На 1 липня 1931 року в Усть-Вимському ВТТ ОГПУ перебувало 23056 ув'язнених, з них жінок 1758.

## Історія
У зв'язку із закінченням основних робіт по буд-ву тракту на Ухту та консервацією буд-ва залізниці Пинюг-Сиктивкар, управління Усть-Вимського ВТТ ОГПУ реорганізовано в табірне відділення з підпорядкуванням його Ухто-Печорському ВТТ ОГПУ. Більшість з/к переведені в Бєлбалтлаг. Незабаром замість Усть-Вимского відділення в Усть-Вимі наказано сформувати перевалочний пункт з підпорядкуванням його Ухтпечлагу.

## Виконувані роботи
- буд-во тракту Сиктивкар-Ухта і залізниці Пинюг-Сиктивкар.